# Saint-Michel-Escalus
Saint-Michel-Escalus ist eine französische Gemeinde mit 324 Einwohnern (Stand: 1. Januar 2022) im Département Landes in der Region Nouvelle-Aquitaine. Sie gehört zum Arrondissement Dax und zum Kanton Côte d’Argent. Saint-Michel-Escalus ist Mitglied im Gemeindeverband Côte Landes Nature.

## Geographie
Die Gemeinde liegt gut 30 Kilometer nordwestlich von Dax nahe der Atlantikküste am Golf von Biskaya. Nachbargemeinden sind:
- Linxe im Norden,
- Castets im Osten,
- Léon im Süden und
- Vielle-Saint-Girons im Westen.

## Geschichte
Die Gemeinde ist zwischen 1790 und 1794 durch die Fusion der Gemeinden Saint-Michel und Escalus entstanden.

### Bevölkerungsentwicklung
| Jahr      | 1968 | 1975 | 1982 | 1990 | 1999 | 2006 | 2017 |
| Einwohner | 161  | 153  | 134  | 161  | 231  | 274  | 305  |